# Ventura Alvarado
Ventura Alvarado Aispuro (Phoenix, Arizona, Estados Unidos; 16 de agosto de 1992) es un futbolista estadounidense de ascendencia mexicana. Juega como defensa y su equipo es el C.D. Irapuato de la Liga de Expansión MX.

## Biografía
Hijo del señor Ventura Alvarado y la señora Blanca Aispuro, ambos mexicanos. Ventura empezó a jugar fútbol a los ocho años en Phoenix en la posición de delantero. A los trece años, en 2005, se fue a jugar un año a las fuerzas básicas de Pachuca sin tener mucho éxito, por lo cual tuvo que regresar a su lugar de origen. Estuvo entrenando fuertemente y a los seis meses le dieron la opción de ir a América o a Morelia y finalmente se decidió por el Club América, quedándose en fuerzas básicas en la posición de contención. Un día, cuenta Ventura, que un defensa central se lesionó, lo pusieron a él y gracias a su estatura ganaba muchos balones por arriba y ahí fue cuando decidió a quedarse como defensa central.

## Trayectoria

### América
Alvarado llegó a las fuerzas básicas del Club América en 2008 gracias a un entrenador llamado “Cocodrilo” Valdez, estando unas semanas a prueba con el equipo y finalmente quedándose en él. Empezó en el equipo de la Tercera División, pasando a la sub-17 en el 2009, después pasó al equipo de la Segunda División en 2010 y en 2011 llegó a la sub-20 siendo titular indiscutible ganando el campeonato sub-20 Clausura 2012. En junio del 2012 Ventura jugó cada minuto en la Copa Libertadores sub-20, en done en Club América terminó como tercer lugar.
Entre 2012 y 2013 fue cuando Alvarado empezó a involucrarse más con el primer equipo teniendo minutos en la Copa Mx. Miguel Herrera debutó a Ventura con América en el Clausura 2013, el 16 de febrero de 2013 en la Liga Mx frente al Toluca entrando al 86’ por Raúl Jiménez en el Estadio Azteca. El 19 de febrero Ventura mete su primer gol en la jornada 4 de la Copa Mx frente a Necaxa al 63’.

### Necaxa
Para el torneo Apertura 2013 Ventura Alvarado se unió al equipo de Necaxa del Ascenso MX, bajo las órdenes del D.T. Jaime Ordiales. Fue cedido por América en calidad de préstamo con el objetivo de obtener más minutos y por lo tanto más experiencia. Ventura no llegó siendo titular al equipo, sin embargo logró ganarse un puesto partido tras partido hasta que finalmente logró ser titular en algunos encuentros y así ganó la experiencia que el Club América buscaba.

### América
El 6 de mayo de 2014 Ventura renueva contrato con América y para el torneo Apertura 2014 Ventura regresa al equipo de Coapa. En pretemporada logra jugar varios minutos, incluso anota gol en uno de ellos. Se vuelven más frecuentes sus convocatorias con el primer equipo, gana minutos, juega ConcaChampions anotando el 19 de agosto de 2014 ante Bayamón de Puerto Rico.
Para el inicio de la liguilla del Apertura 2014 se dijo que Paul Aguilar estaba lesionado, otros dijeron que tuvo un conflicto con el DT Antonio Mohamed por lo que fue separado del plantel, a lo que llevó a Ventura como titular en esos juegos tan importantes. América logró llegar a la final ante Tigres ganando 3-1 ganando el título número 12, en donde Ventura jugó todos los partidos de liguilla como defensa lateral.
Además Alvarado también se vuelve campeón de la Liga Campeones CONCACAF ganándole 5-3 a Montreal el 29 de abril de 2015 de mano del DT Gustavo Matosas. En diciembre del 2015 el equipo viaja al Mundial de Clubes con sede en Japón donde se consiguió un quinto lugar. El 27 de abril de 2016 América se convierte en bicampeón de la liga de campeones de la CONCACAF ganándole en el global 4-1 a Tigres.

### Santos Laguna
En principio de 2017 después de quedar subcampeón de liga con el club América en la final navideña contra los tigres de la UANL y se da su fichaje por el conjunto de coahuila.

## Selección nacional
El 22 de marzo de 2015 Alvarado fue convocado por primera vez a la selección de fútbol de los Estados Unidos con miras a dos partidos amistosos en Europa. Pese a aceptar el llamado del entrenador estadounidense Jürgen Klinsmann, en ese entonces, el futbolista aún podía elegir representar de manera oficial ya sea a México o a Estados Unidos en un futuro.
Alvarado hizo su debut con los Estados Unidos el 25 de marzo de 2015, ingresando en el segundo tiempo en un partido amistoso frente a Dinamarca en el que los norteamericanos cayeron 3-2. Fue titular por primera vez con su selección el 15 de abril de 2015 en la victoria 2-0 de los Estados Unidos sobre México.
Alvarado fue incluido en la nómina preliminar para la Copa de Oro 2015, haciendo de ésta la primera ocasión en la que fue convocado a un torneo oficial. Fue confirmado en la lista final de 23 jugadores el 23 de mayo de 2015. Fue titular en el primer partido del torneo frente a Honduras, ligando su carrera internacional de manera definitiva a la selección norteamericana tras debutar en un torneo oficial con la misma.
Fue convocado para disputar la Copa Concacaf 2015, en donde México derrotó a Estados Unidos y obtuvo la clasificación a la Copa FIFA Confederaciones 2017.

## Estadísticas
Actualizado al último partido jugado el 31 de enero de 2024.

### Clubes
| América · México |               |               |     |    |    |    |    |    |     |   |
| 1ª | 2012-13       | 1             | 0   | 8  | 1  | -  | -  | 9  | 1   |   |
| 1ª | 2014-15       | 23            | 0   | -  | -  | 7  | 1  | 30 | 1   |   |
| 1ª | 2015-16       | 14            | 0   | -  | -  | 6  | 1  | 20 | 1   |   |
| 1ª | 2016          | 4             | 0   | 1  | 0  | 3  | 0  | 8  | 0   |   |
| Total club | Total club    | 42            | 0   | 9  | 1  | 16 | 2  | 67 | 3   |   |
| Necaxa · México |               |               |     |    |    |    |    |    |     |   |
| 2ª | 2013-14       | 21            | 1   | 4  | 0  | -  | -  | 25 | 1   |   |
| Total club | Total club    | 21            | 1   | 4  | 0  | 0  | 0  | 25 | 1   |   |
| Santos Laguna · México |               |               |     |    |    |    |    |    |     |   |
| 1ª | 2017          | 1             | 0   | 4  | 0  | -  | -  | 5  | 0   |   |
| Total club | Total club    | 1             | 0   | 4  | 0  | 0  | 0  | 5  | 0   |   |
| Necaxa · México |               |               |     |    |    |    |    |    |     |   |
| 1ª | C-2018        | 7             | 0   | 5  | 0  | -  | -  | 12 | 0   |   |
| 1ª | 2018-19       | 26            | 0   | 5  | 0  | -  | -  | 31 | 0   |   |
| 1ª | 2019-20       | 21            | 2   | 1  | 0  | -  | -  | 22 | 2   |   |
| Total club | Total club    | 54            | 2   | 11 | 0  | 0  | 0  | 65 | 2   |   |
| Atl. San Luis · México |               |               |     |    |    |    |    |    |     |   |
| 1ª | 2020-21       | 12            | 0   | 0  | 0  | -  | -  | 12 | 0   |   |
| 1ª | 2021          | 1             | 0   | -  | -  | -  | -  | 1  | 0   |   |
| Total club | Total club    | 13            | 0   | 0  | 0  | 0  | 0  | 13 | 0   |   |
| F. C. Juárez · México |               |               |     |    |    |    |    |    |     |   |
| 1ª | 2022          | 11            | 0   | -  | -  | -  | -  | 11 | 0   |   |
| 1ª | 2022-23       | 10            | 0   | -  | -  | -  | -  | 10 | 0   |   |
| Total club | Total club    | 21            | 0   | 0  | 0  | 0  | 0  | 21 | 0   |   |
| Mazatlán F. C. · México |               |               |     |    |    |    |    |    |     |   |
| 1ª | 2023-24       | 9             | 0   | -  | -  | -  | -  | 9  | 0   |   |
| Total club | Total club    | 9             | 0   | 0  | 0  | 0  | 0  | 9  | 0   |   |
| Total carrera | Total carrera | Total carrera | 161 | 3  | 28 | 1  | 16 | 2  | 205 | 6 |
| (1)Incluye datos de la Copa México (2)Incluye datos de la Concacaf Liga de Campeones (2014-15, 2015-16), International Champions Cup (2015), Copa Mundial de Clubes de la FIFA (2015, 2016) |               |               |     |    |    |    |    |    |     |   |

### Selecciones
| Competición                     | Categoría | Sede                    | Resultado    | PJ | G |
| ------------------------------- | --------- | ----------------------- | ------------ | -- | - |
| Copa de Oro de la Concacaf 2015 | Absoluta  | Estados Unidos · Canadá | Cuarto lugar | 4  | 0 |
| Copa Concacaf 2015              | Absoluta  | Estados Unidos          | Subcampeón   | 0  | 0 |
| Amistosos                       | Absoluta  | –                       | –            | 9  | 0 |
| Total                           | –         | –                       | –            | 13 | 0 |

### Resumen estadístico
| Competencia                 | Partidos | Goles |
| --------------------------- | -------- | ----- |
| Liga                        | 64       | 1     |
| Copas nacionales            | 17       | 1     |
| Copas internacionales       | 16       | 2     |
| Selección de Estados Unidos | 13       | 0     |
| Total                       | 110      | 4     |

## Palmarés

### Campeonatos nacionales
| Título                     | Equipo  | País   | Año    |
| -------------------------- | ------- | ------ | ------ |
| Primera División de México | América | México | C-2013 |
| Primera División de México | América | México | A-2014 |
| Copa MX                    | Necaxa  | México | 2018   |
| SuperCopa MX               | Necaxa  | México | 2018   |

### Campeonatos internacionales
| Título                           | Equipo  | País          | Año     |
| -------------------------------- | ------- | ------------- | ------- |
| Liga de Campeones de la Concacaf | América | Zona Concacaf | 2014-15 |
| Liga de Campeones de la Concacaf | América | Zona Concacaf | 2015-16 |